# Göta älv
Göta älv – rzeka w południowo-zachodniej Szwecji o długości 93 km. 
Rzeka ta wypływa z największego szwedzkiego jeziora Wener, a uchodzi do cieśniny Kattegat. 
Większe miasta nad rzeką to:
- Göteborg (u ujścia)[3]
- Kungälv[4]
- Trollhättan [4]

Göta alv jest wykorzystywana do żeglugi (jest częścią Kanału Gotyjskiego) oraz do produkcji energii elektrycznej. W górnym biegu rzeki gliniaste tarasy brzegowe są stale zagrożone osunięciami. Powstały one w czasach, gdy poziomy wód były zupełnie inne niż obecnie, a poważne osunięcia ziemi miały już miejsce, m.in. w Surte w 1950 roku.